# Барвінкове
Барві́нкове — місто в Україні, адміністративний центр Барвінківської міської громади Ізюмського району Харківської області. 

## Географія
Місто Барвінкове розташоване за 169 км від обласного центру і пролягає автошляхом E40, з яким збігається автошлях міжнародного значення М03 та переходить у автошлях Т 2122, на березі річки Сухий Торець, в місці впадання в неї річки Лукноваха (права притока), вище за течією на відстані 3 км розташоване село Архангелівка, нижче за течією на відстані 1 км розташоване село Веселе, за 2 км — село Нікополь. Через місто пролягають автошляхи територіального значення Т 2113, Т 2122та залізниця, станція Барвінкове.
Місто в плануванні представляє собою покладену набік літеру «Н», поділене річкою навпіл й складається з двох частин — адміністративно-торгової північної і промислово-транспортної південної, які сполучаються двома мостами через річку. Проте загальна забудова міста хаотична через природні та історичні обставини. В долині річки будівництво велося на сухих ділянках навколо осель перших поселенців; на узвишшях — над ярами.

Річка Сухий Торець
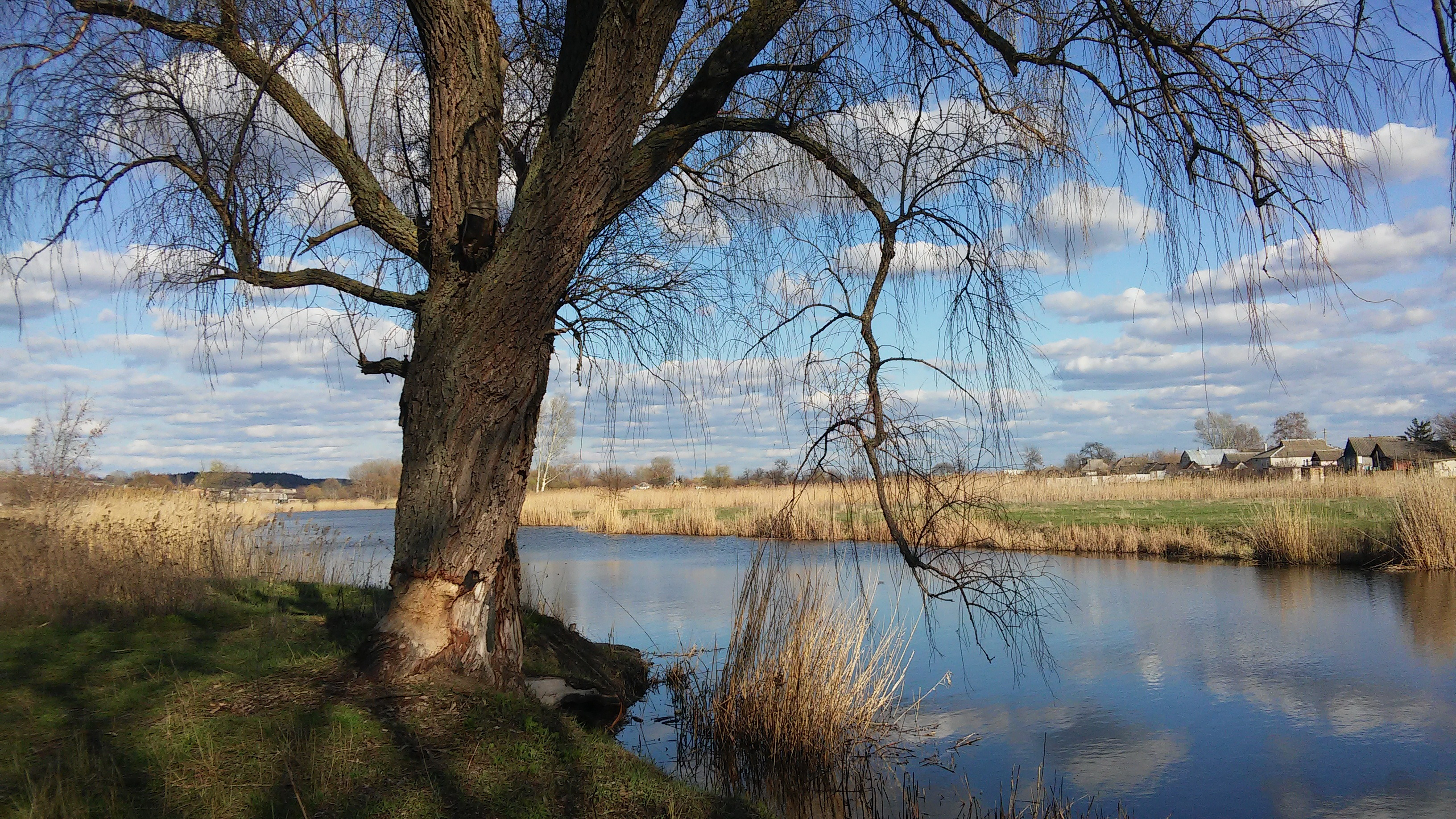
Річка Сухий Торець. Місцевість «Западня» поблизу вулиці Січеславської
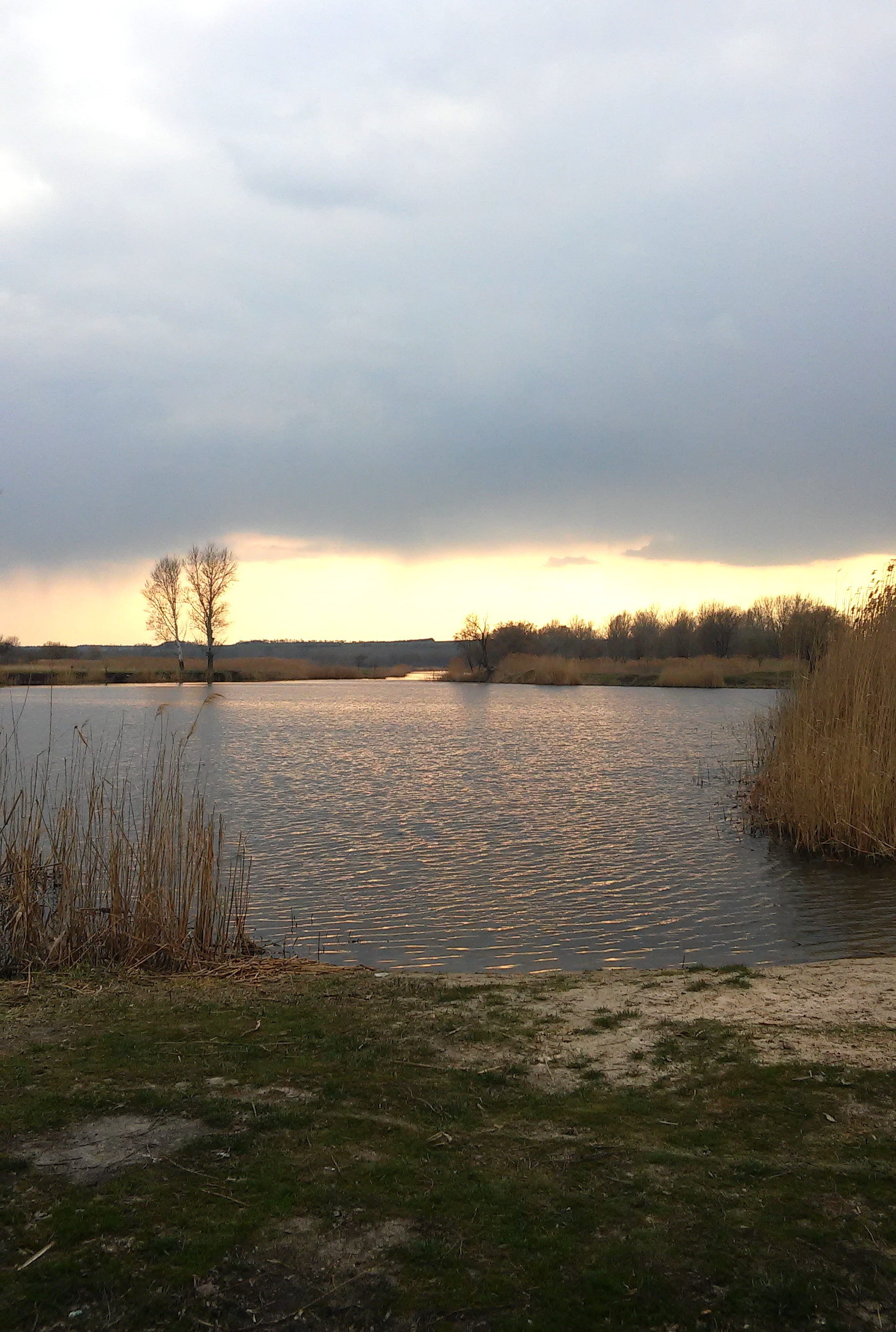
Новий пляж на річці Сухий Торець
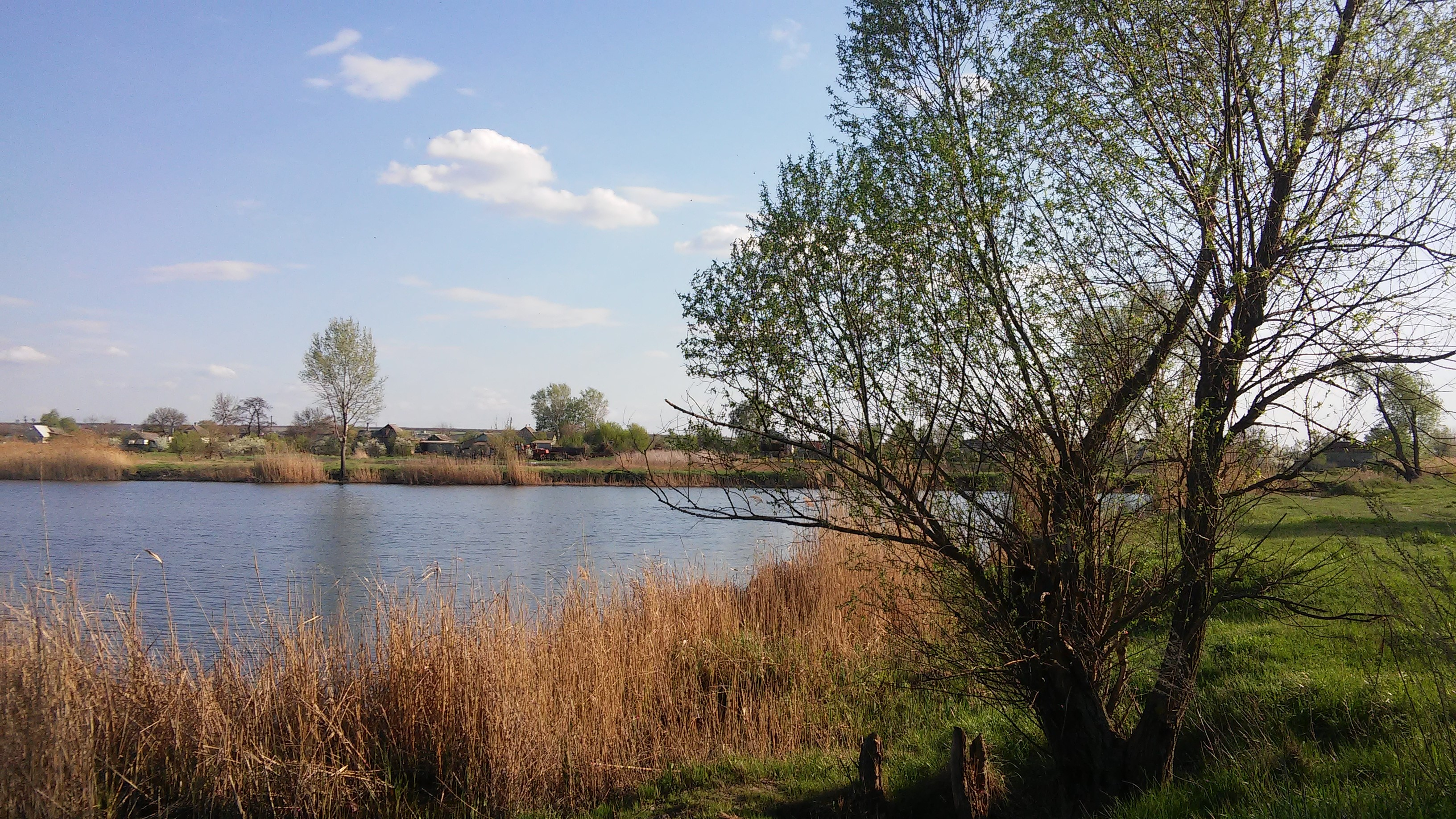
Річка Сухий Торець поблизу Нового мосту. Краєвид на будинки по вулиці Торецькій

## Історія
Слобода Барвінкова Стінка була заснована у 1651—1653 роках козаками на чолі з отаманом Іваном Барвінком. Підтвердження цього — суфікс присвійності -ове. Барвінкове було центром Барвінківської паланки.

Пам'ятки міста
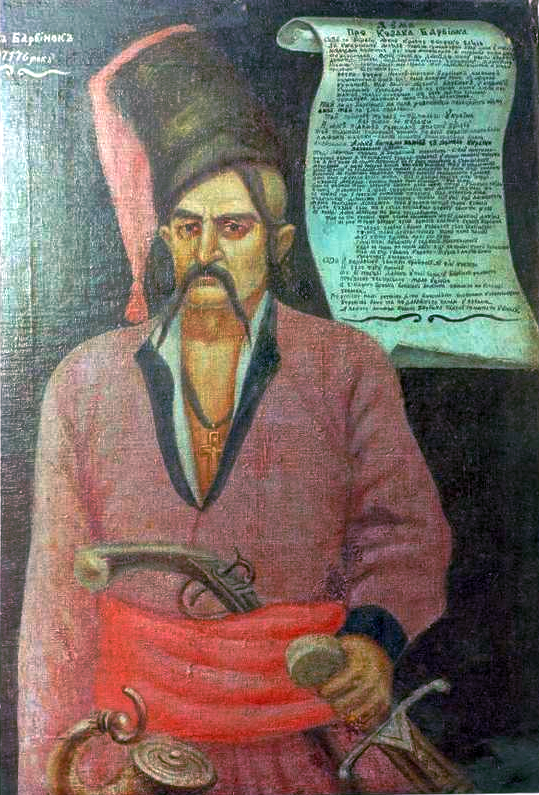
Пам'ятник засновнику міста, соратнику Богдана Хмельницького — Івану Барвінку
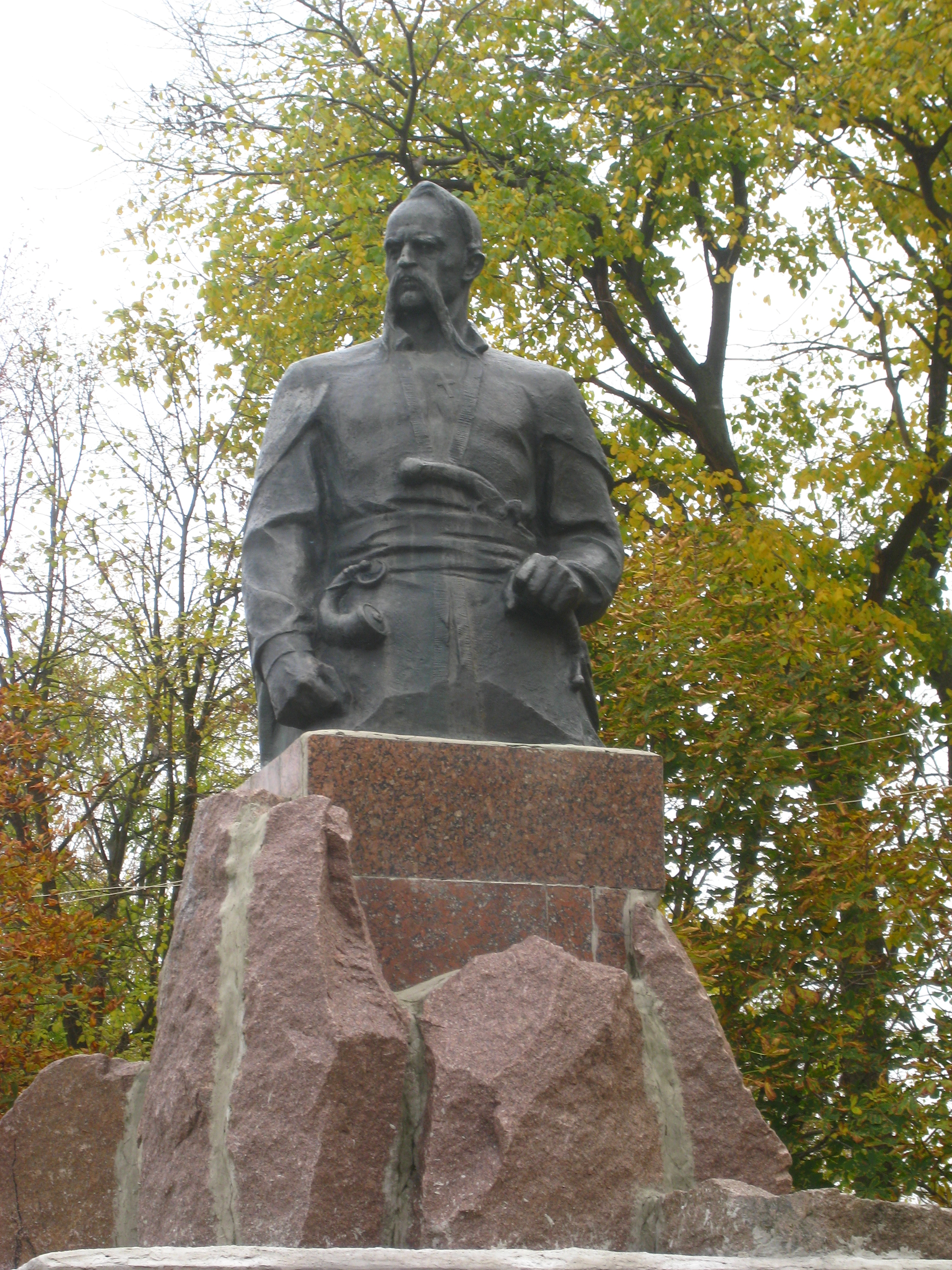
Пам'ятник козаку Івану Барвінку
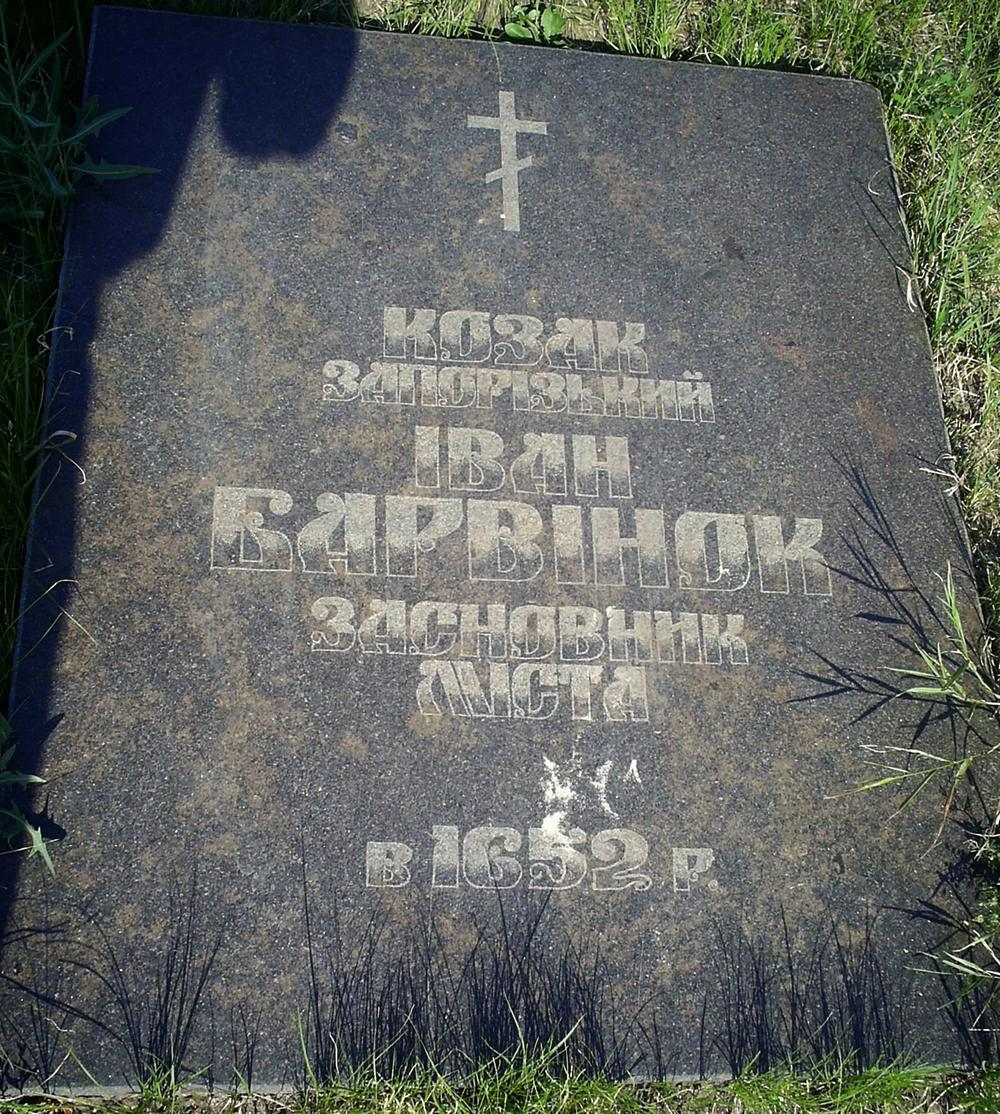
Плита на місці поховання Івана Барвінка

Барвінкове виникло завдяки великої хвилі переселення з Правобережної України до Лівобережної. Причиною цього була війна за незалежність під проводом Богдана Хмельницького. Козак Іван Барвінок прийшов із ватагою та родинами із Запорозької Січі, з метою заселення вільних земель.
На початку свого існування Барвінкове було зимівником, отримавши статус слободи у XVIII столітті. На Чумацькій горі козаками зведено дерев'яну фортецю, з якої оглядалися всі підходи до міста. У 1680 та 1690 роках в місті була епідемія чуми.
У 1708—1709 роках, внаслідок агресивної політики Росії до українців, барвінківчани брали активну участь у повстанні під проводом Кіндрата Булавіна. Повстання виявилося невдалим, хоча російські війська зазнали значних втрат. Зокрема, був вбитий російський командир князь Долгорукий. Серед відомих героїв повстання був барвінківчанин отаман Семен Драний. У 1708 році місто відвідав останній правитель Московського царства (1682—1721) і перший імператор створеної ним Російської імперії (1721—1725) Петро І, намагаючись вмовити барвінківчан не воювати проти нього, але попри це місцеві козаки підтримали Івана Мазепу і брали активну участь у війні за незалежність. Після поразки російські війська знищили Барвінкове, разом із багатьма іншими козацькими поселеннями.
Існує альтернативна версія походження назви поселення. За переказами, поблизу садиб перших поселенців Шпака і Незолі була розташована балка, у якій росло чимало барвінку. Так і виникла назва поселення — Барвінкова Балка, Барвінкова Стінка (стінка — схил), Барвінкове.
За часів Нової Січі Барвінкова Стінка — адміністративний центр Барвіностінківської паланки. Останній полковник Іван Гараджа «залив сала за шкуру» не одному слобідському пану, на що Харківський губернатор Щербинін скаржився Потьомкіну. Так, Іван Гараджа у 1774 році, після участі барвінківців у козацькому повстанні Омеляна Пугачьова, роззброїв карателів, а їхнього командира полковника Долгорукого окунув у діжку з дьогтем, виваляв у пір'ї, посадив задом наперед на шкапу, і в такому вигляді доправив до Ізюмського полку. Іван Гараджа, за наказом кошового отамана Петра Калнишевського, нищив поселення слобідських козаків Грушуваху та Велику Комишуваху, які самовільно були збудовані на землі запорізького війська.

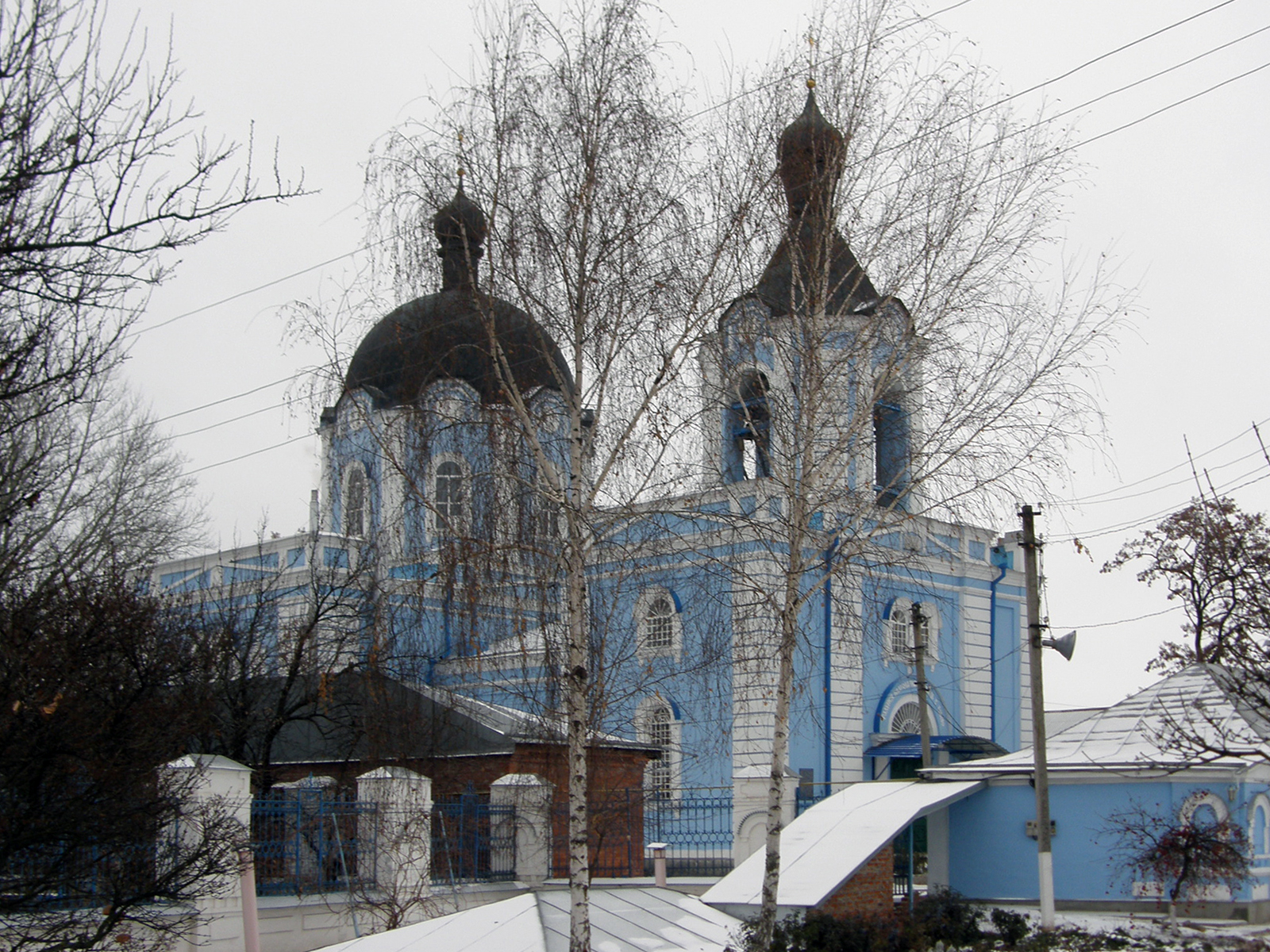
Успінська церква (1876–1884)

Незважаючи на указ Катерини ІІ про вічну волю козакам Барвінківської Стінки, якої не було, після ліквідації Запорозької Січі у 1775 році, значна частина барвінківців оселилася на Кубані, де заснували свою станицю. Переселення очолив нащадок роду Івана Барвінка. А після відвідування козацької церкви Катериною ІІ у 1787 році проїздом з Криму, в яку жінкам вхід був заборонений, ще й спалили свою святиню, «оскільки лярва Катька її осквернила». Слобода Барвінкова Стінка отримала статус військового поселення і до 1924 року замість вулиць мала сотенне розселення, яких налічувалося 12, та входила до складу Ізюмського гусарського (драгунського) полку.
Барвінківці-козаки відзначились в ході російсько-турецької війни (1877—1878). На честь їхнього подвигу був зведений у 1884 році храм Успіння Пресвятої Богородиці — «храм на крові», пам'ятник визволителям Болгарії.
Барвінкове перетворюється в торгове волосне містечко, у якому щорічно проходить шість ярмарків та існує безліч магазинів, вітряків та млинів.
В ході Визвольних змагань (1917—1922) відбувся Барвінківський бій. Барвінкове було одним з районів, де діяли загони Нестора Махна.
Барвінкове зазнало геноциду українського народу, проведеного урядом СРСР У 1932—1933 роках, кількість встановлених жертв — 489 осіб. У пам'ять про загиблих був встановлений пам'ятний знак, який за даними "Суспільне Харків" є одним з шести меморіалів в Харківській області

Пам'ятний знак жертвам Голодомору
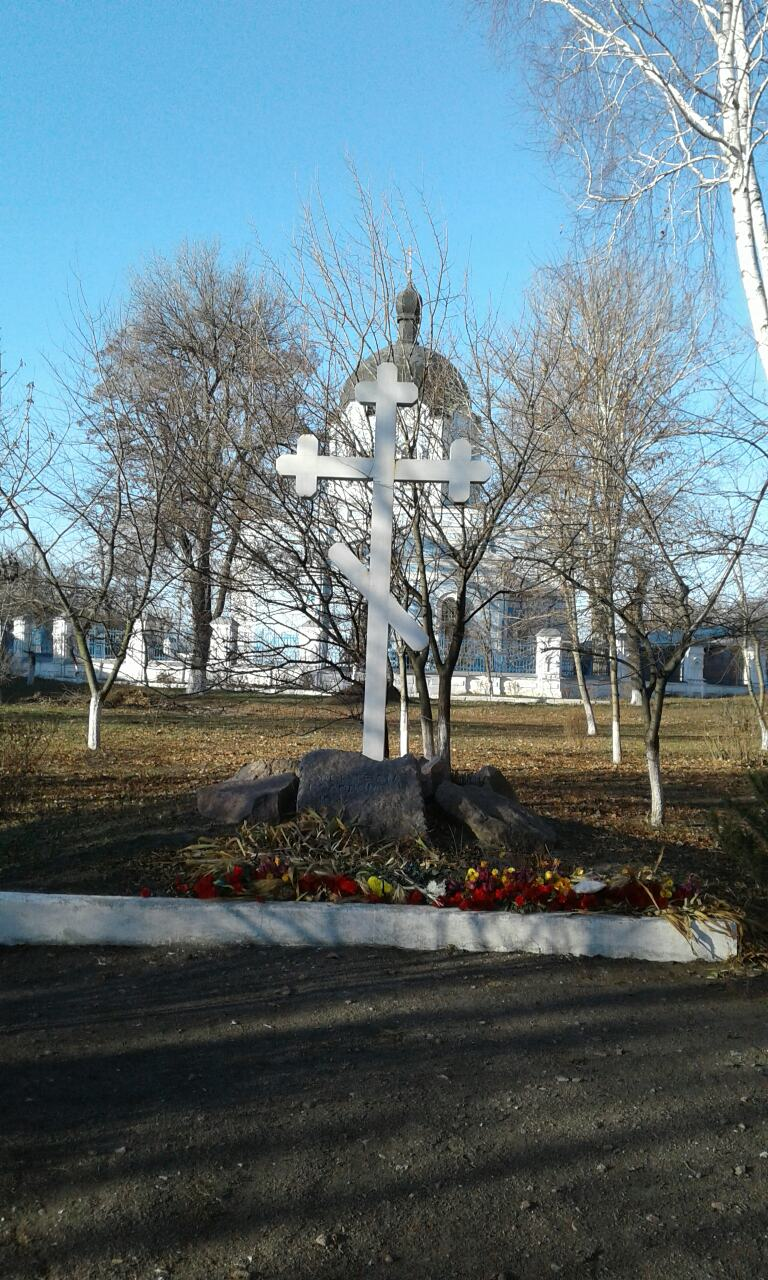
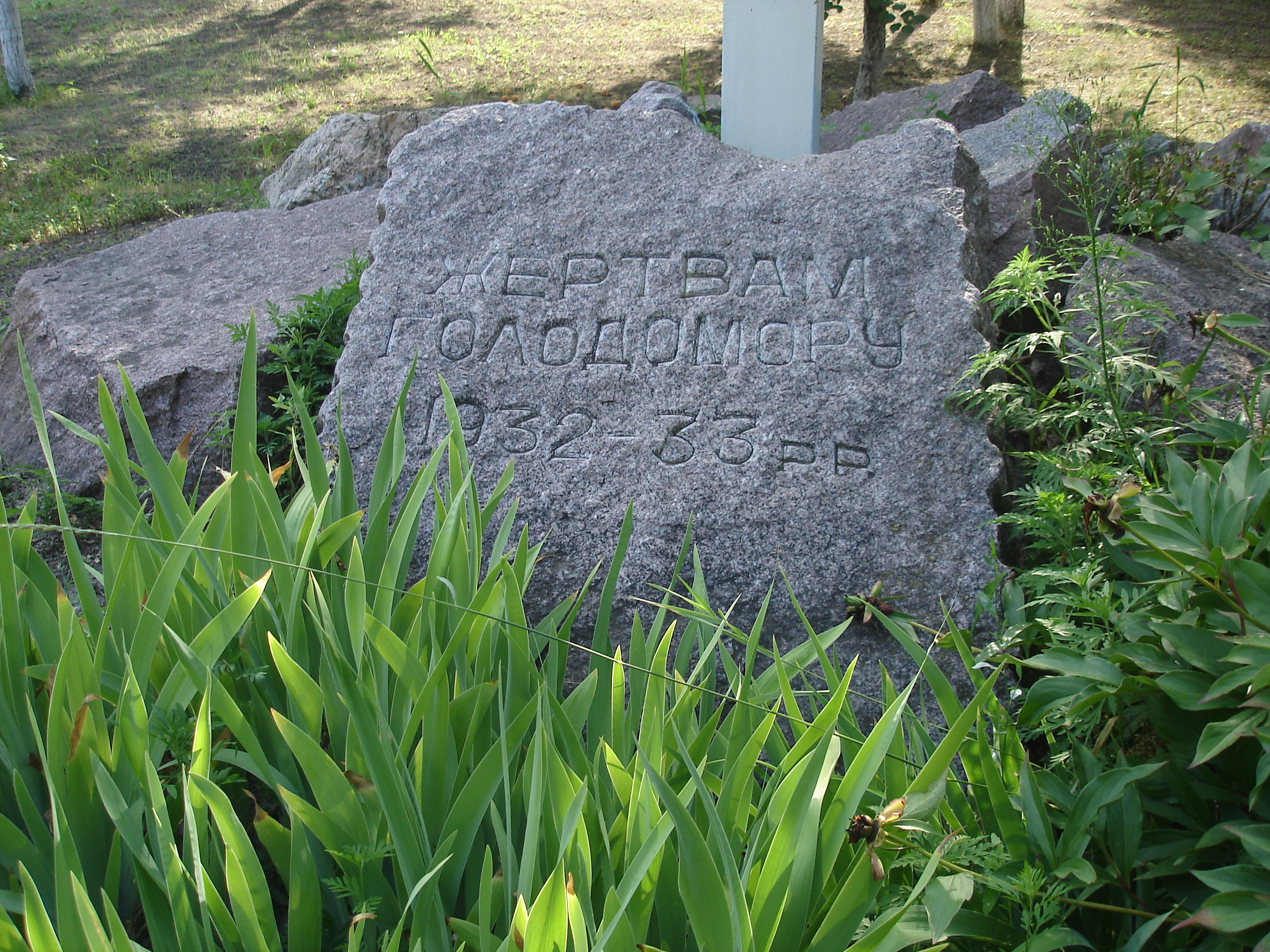
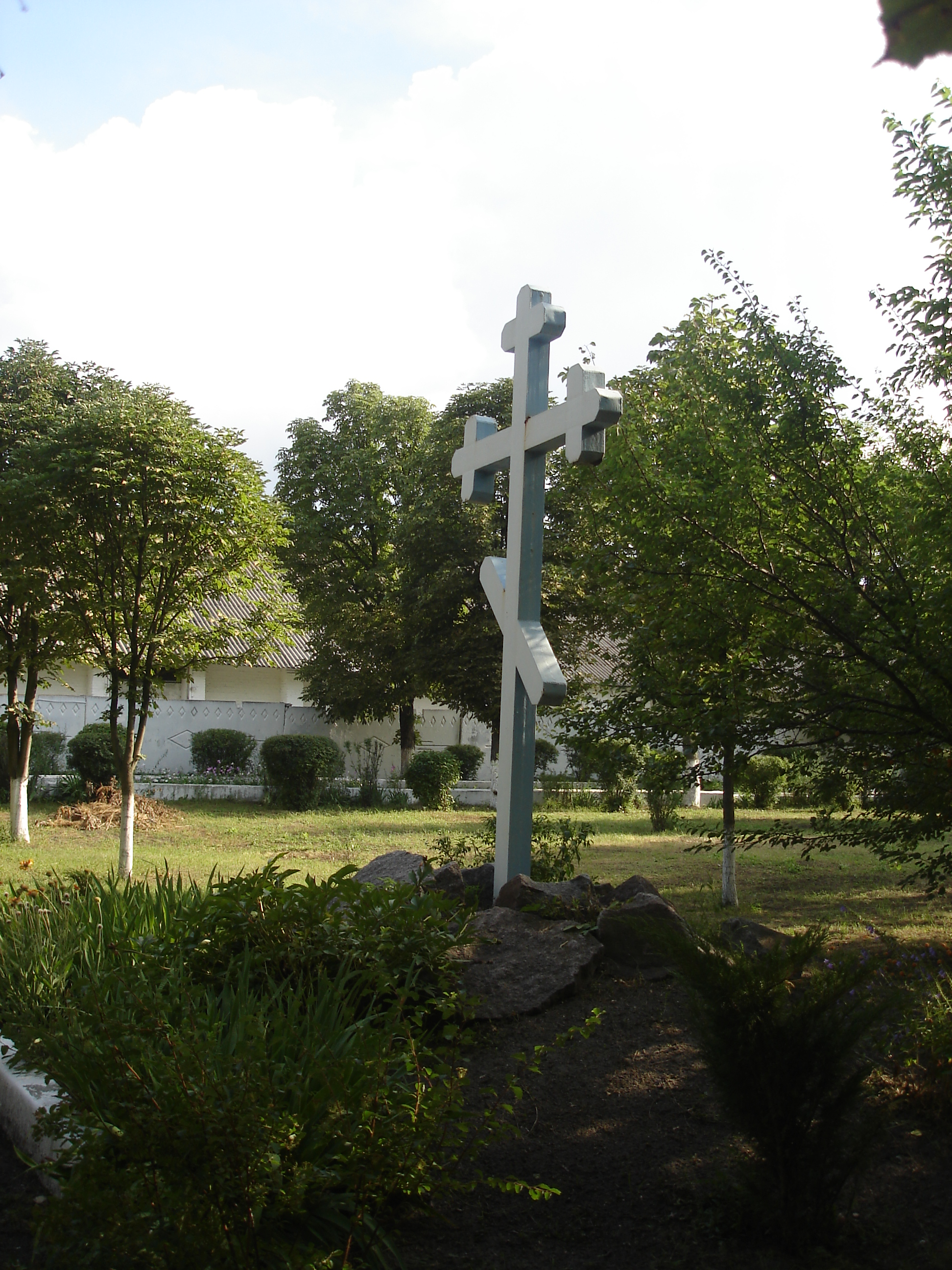

У 1941—1943 роках, під час Другої світової війни, Барвінкове зазнало великої руйнації, біля міста шість разів пролягала лінія фронту. Ізюмо-Барвінківська наступальна операція була другою наступальною операцією Червоної армії. Особливе значення мала катастрофа радянських військ у Харківській операції у травні 1942 року, у так званому Барвінківському казані.

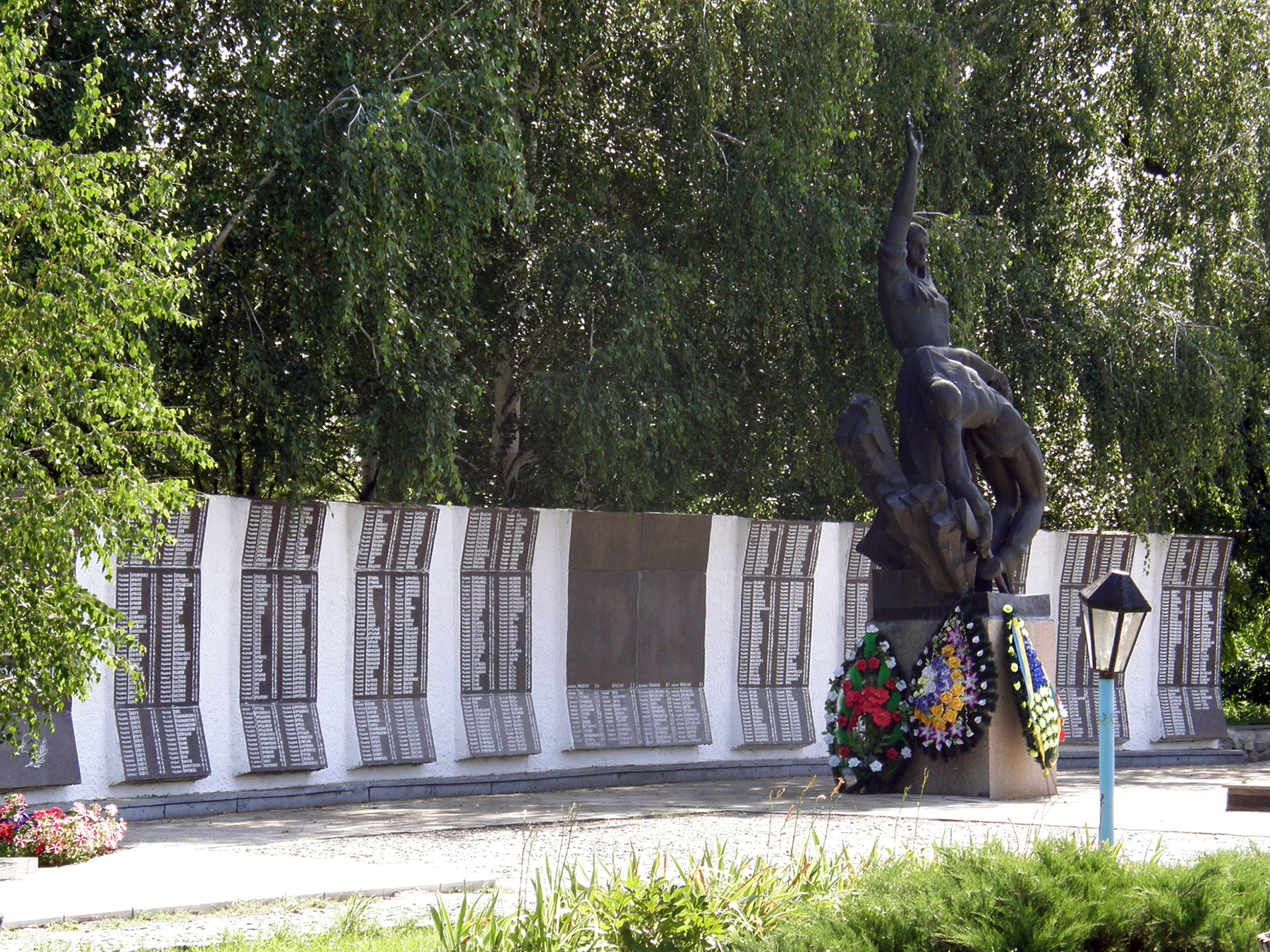
Пам'ятник воїнам-землякам

У квітні 2019 року, на в'їзді до міста, було закладено парк біля пам'ятника радянським воїнам-визволителям 31-ї Гвардійської Барвінківської танкової бригади в рамках акції «Алея трьох поколінь» за участі школярів, учасників АТО та ООС, воїнів-афганців та чорнобильців.
12 червня 2020 року, відповідно до розпорядження Кабінету Міністрів України № 725-р «Про визначення адміністративних центрів та затвердження територій територіальних громад Харківської області», місто увійшло до складу Барвінківської міської громади.
17 липня 2020 року, в результаті адміністративно-територіальної реформи та ліквідації Барвінківського району, місто увійшло до складу новоутвореного Ізюмського району.

## Населення

### Чисельність
| 1959     | 1970     | 1979     | 1989     | 2001     |
| -------- | -------- | -------- | -------- | -------- |
| ▼13 476  | ▲ 15 318 | ▼ 15 241 | ▼ 14 889 | ▼ 12 998 |
| 2003     | 2004     | 2005     | 2006     | 2007     |
| ▼ 12 670 | ▼ 12 332 | ▼ 11 978 | ▼ 11 605 | ▼ 11 241 |
| 2008     | 2009     | 2010     | 2011     | 2012     |
| ▼ 10 889 | ▼ 10 564 | ▼ 10 395 | ▼ 10 205 | ▼ 9 950  |
| 2013     | 2014     | 2015     | 2016     | 2017     |
| ▼ 9 709  | ▼ 9 465  | ▼ 9 290  | ▼ 9 013  | ▼ 8 833  |
| 2018     | 2019     | 2020     | 2021     | 2022     |
| ▼ 8 660  | ▼ 8 534  | ▼ 8 309  | ▼ 8 110  | ▼ 7 840  |

### Національний склад
Розподіл населення за національністю за даними перепису 2001 року:
| Національність  | Відсоток |
| --------------- | -------- |
| українці        | 91.05%   |
| росіяни         | 7.02%    |
| цигани          | 0.93%    |
| вірмени         | 0.29%    |
| білоруси        | 0.23%    |
| інші/не вказали | 0.48%    |

### Мова
Розподіл населення за рідною мовою за даними перепису 2001 року:
| Мова            | Кількість | Відсоток |
| --------------- | --------- | -------- |
| українська      | 11691     | 91.35%   |
| російська       | 952       | 7.44%    |
| циганська       | 93        | 0.73%    |
| вірменська      | 29        | 0.23%    |
| білоруська      | 11        | 0.09%    |
| румунська       | 4         | 0.03%    |
| угорська        | 2         | 0.01%    |
| інші/не вказали | 16        | 0.12%    |
| Усього          | 12798     | 100%     |

## Відомі особи
Уродженці міста:
- Баранець Віктор Миколайович (нар. 1946) — радянський і російський воєнний журналіст, публіцист, письменник, Заслужений журналіст РФ (2020), колаборант.
- Буркат Валерій Петрович (1939—2009) — вчений-аграрій, доктор сільськогосподарських наук (1990), професор (1996), академік УААН (1995)
- Кобицький Сергій Леонідович (1973—2014) — солдат Збройних сил України, учасник російсько-української війни.
- Коваленко Володимир Миколайович (нар. 1961) — український правник.
- Лінивенко Юрій Володимирович (1971—2015) — старший солдат резерву Міністерства внутрішніх справ України, учасник російсько-української війни
- Маркін Владлен Миколайович (1925—2004) — український краєзнавець, історик, відомий дослідник «Слова о полку Ігоревім»
- Сергій Сегеда — антрополог.
- Солодовник Євген Олегович (1991—2014) — солдат Збройних сил України, учасник російсько-української війни.
- Шовкопляс Неля Володимирівна (1987 — понині) — українська телеведуча. Ведуча ранкової програми «Сніданок з 1+1» на каналі «1+1» (з вересня 2017 року).
- Степан Яровий — український художник

Проживав:
- Сковорода Григорій Савич — український філософ-містик, богослов, поет, педагог, можливо, і композитор літургійної музики. Проживав та співав в церковному хорі, деякий час, орієнтовно у 1781 році.

Загинув у боях за місто:
- Срібний Костянтин Сергійович (1991—2022) — старший солдат Збройних сил України, учасник російсько-української війни, загинув в ході російського вторгнення в Україну 2022 року.